# Етени
Етени (фр. Etainhus) насеље је и општина у северној Француској у региону Горња Нормандија, у департману Приморска Сена која припада префектури Авр.
По подацима из 2011. године у општини је живело 1073 становника, а густина насељености је износила 130,54 становника/km². Општина се простире на површини од 8,22 km². Налази се на средњој надморској висини од 106 метара (максималној 126 m, а минималној 87 m).

## Демографија
| 1962. | 1968. | 1975. | 1982. | 1990. | 1999. | 2011. |
| ----- | ----- | ----- | ----- | ----- | ----- | ----- |
| 529   | 531   | 542   | 609   | 926   | 1.007 | 1.073 |

График промене броја становника у току последњих година